# Westmancote
Westmancote – osada w Anglii, w hrabstwie Worcestershire. Leży 11 km od miasta Evesham. W latach 1870–1872 miejscowość liczyła 340 mieszkańców. Westmancote jest wspomniana w Domesday Book (1086) jako Hanc/Hanche.